# Five Films for Freedom
Five Films for Freedom (englisch für fünf Filme für die Freiheit, bis 2019 stilisiert als #fiveFilms4freedom) ist das erste weltweite digitale LGBT-Kurzfilmfestival. Vom British Council in Partnerschaft mit dem British Film Institute werden jährlich im März fünf LGBT-Kurzfilme des BFI Flare: London LGBTIQ+ Film Festival während des Zeitraums des Festivals online frei zugänglich gestellt. Jeweils an einem Tag des Zeitraums findet eine 24-Stunden-Social-Media-Kampagne zur Werbung für die Filme statt. Bis 2022 wurden sie 17 Millionen Mal von Menschen in über 200 Ländern und Gebieten angesehen.

## Filme
| Titel (OT)                                                       | Regisseur                                      | Land                          |
| 2015 (16.–27. März)                                              | 2015 (16.–27. März)                            | 2015 (16.–27. März)           |
| ---------------------------------------------------------------- | ---------------------------------------------- | ----------------------------- |
| An Afternoon (En Eftermiddag)                                    | Søren Green                                    | Dänemark                      |
| Chance                                                           | Jake Graf                                      | Vereinigtes Königreich        |
| Code Academy                                                     | Nisha Ganatra                                  | Kanada                        |
| Morning Is Broken                                                | Simon Anderson                                 | Vereinigtes Königreich        |
| True Wheel                                                       | Nora Mandray                                   | Vereinigte Staaten            |
| 2016 (16.–27. März)                                              |                                                |                               |
| Breathe                                                          | James Doherty                                  | Irland                        |
| Swirl                                                            | Petersen Vargas                                | Philippinen                   |
| Take Your Partners                                               | Siri Rødnes                                    | Vereinigtes Königreich        |
| The Orchid (La Orquídea)                                         | Ferran Navarro-Beltrán                         | Spanien                       |
| Xavier                                                           | Ricky Mastro                                   | Brasilien                     |
| 2017 (16.–26. März)                                              |                                                |                               |
| Crush                                                            | Rosie Westhoff                                 | Vereinigtes Königreich Anm    |
| Heavy Weight                                                     | Jonny Ruff                                     | Vereinigtes Königreich Anm    |
| Jamie                                                            | Christopher Manning                            | Vereinigtes Königreich Anm    |
| Still Burning                                                    | Nick Rowley                                    | Vereinigtes Königreich Anm    |
| Where We Are Now                                                 | Lucie Rachel                                   | Vereinigtes Königreich Anm    |
| 2018 (23.–31. März)                                              |                                                |                               |
| Goddess                                                          | Karishma Dev Dube                              | Indien                        |
| Goldfish                                                         | Yorgos Angelopoulos                            | Griechenland                  |
| Handsome & Majestic                                              | Jeff Lee Petry Nathan Drillot                  | Kanada                        |
| Landline                                                         | Matt Houghton                                  | Vereinigtes Königreich        |
| Uninvited                                                        | Seung Yeob Lee                                 | Südkorea                      |
| 2019 (21.–31. März)                                              |                                                |                               |
| A Normal Girl                                                    | Aubree Bernier-Clarke                          | Vereinigte Staaten            |
| Carlito Leaves Forever (Carlito se va para siempre)              | Quentin Lazzarotto                             | Peru/Frankreich               |
| Crashing Waves                                                   | Emma Jane Gilbertson                           | Vereinigtes Königreich        |
| I (Eg)                                                           | Vala Omarsdottir Hallfríður Þóra Tryggvadóttir | Island                        |
| Ladies Day                                                       | Abena Taylor-Smith                             | Vereinigtes Königreich        |
| 2020 (18.–29. März)                                              |                                                |                               |
| 134                                                              | Sarah-Jane Drummey                             | Irland                        |
| After That Party (Depois Daquela Festa)                          | Caio Scot                                      | Brasilien                     |
| Pxssy Palace                                                     | Laura Kirwan-Ashman                            | Vereinigtes Königreich        |
| Something in the Closet                                          | Nosa Eke                                       | Vereinigtes Königreich        |
| When Pride Came to Town                                          | Julia Dahr Julie Lunde Lillesæter              | Norwegen                      |
| 2021 (17.–28. März)                                              |                                                |                               |
| Bodies of Desire                                                 | Saad Nawab Varsha Panikar                      | Indien                        |
| Land of the free (Du gamla, du fria)                             | Dawid Ullgren                                  | Schweden                      |
| Pure                                                             | Natalie Jasmine Harris                         | Vereinigte Staaten            |
| Trans Happiness Is Real                                          | Quinton Baker                                  | Vereinigtes Königreich        |
| Victoria                                                         | Daniel Toledo                                  | Spanien                       |
| 2022 (16.–27. März)                                              |                                                |                               |
| All Those Sensations in My Belly (Sve te senzacije u mom trbuhu) | Marko Dješka                                   | Kroatien/Portugal             |
| Birthday Boy (Vuelta al Sol)                                     | Judith Corro                                   | Panama                        |
| For Love                                                         | Joy Gharoro-Akpojotor                          | Vereinigtes Königreich        |
| Frozen Out                                                       | Hao Zhou                                       | Vereinigte Staaten            |
| Sunday                                                           | Arun Fulara                                    | Indien                        |
| 2023 (15.–26. März)                                              |                                                |                               |
| Eating Papaw on the Seashore                                     | Rae Wiltshire Nickose Layne                    | Guyana                        |
| Just Johnny                                                      | Terry Loane                                    | Vereinigtes Königreich        |
| Buffer Zone                                                      | Savvas Stavrou                                 | Vereinigtes Königreich/Zypern |
| All I Know                                                       | Obinna Robert Onyeri                           | Nigeria/Vereinigte Staaten    |
| Butch Up!                                                        | Yu-jin Lee                                     | Südkorea                      |